# اتصال حراري

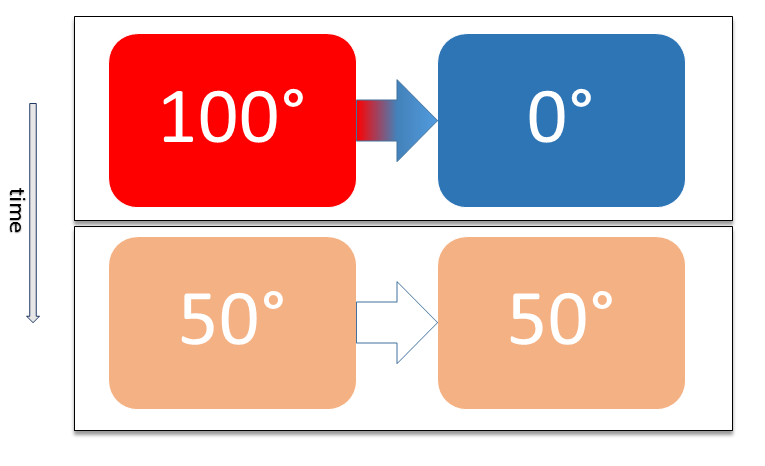

في علمي انتقال الحرارة والديناميكا الحرارية، يُعدّ النظام في اتصال حراري مع نظام آخر إذا ما استطاع أن ينقل له طاقة من خلال الحرارة. ويعد العزل الحراري الأمثل مجرد تصور نظري، حيث أن الأنظمة الحرارية دائمًا ما تكون في اتصال حراري مع البيئة المحيطة إلى حد ما. يحدث انتقال حراري بين أي جسمين صلبين إذا ما تلامسا. ودارسة التوصيل الحراري بين هذه الأجسام تسمى مقاومة الاتصال الحرارية (بالإنجليزية: Thermal Contact Conductance)‏.